# Vanhouttea calcarata
Vanhouttea calcarata är en tvåhjärtbladig växtart som beskrevs av Lem.. Vanhouttea calcarata ingår i släktet Vanhouttea och familjen Gesneriaceae.

## Underarter
Arten delas in i följande underarter:
- V. c. calcarata
- V. c. parvifolia